# Wola Starogrodzka
Wola Starogrodzka – wieś sołecka  w Polsce położona w województwie mazowieckim, w powiecie garwolińskim, w gminie Parysów. 
| SIMC    | Nazwa       | Rodzaj    |
| ------- | ----------- | --------- |
| 0683849 | Pszonka-Las | część wsi |

Wieś królewska położona była w drugiej połowie XVI wieku w powiecie garwolińskim  ziemi czerskiej województwa mazowieckiego.
W latach 1954–1961 wieś należała i była siedzibą władz gromady Wola Starogrodzka, po jej zniesieniu w gromadzie Parysów. W latach 1975–1998 miejscowość administracyjnie należała do województwa siedleckiego.
Wieś typowo rolnicza, należąca niegdyś do Augusta Potockiego herbu Pilawa (1846–1905). W Woli Starogrodzkiej znajduje się szkoła podstawowa. Nowy budynek został oddany do użytku w 1991 roku, zaś boisko szkolne siedem lat później. W szkole znajduje się sześć klas i sala dla zerówki. We wsi znajduje się również remiza ochotniczej straży pożarnej oraz kaplica.
Wierni kościoła rzymskokatolickiego należą do parafii pw. Wniebowzięcia Najświętszej Marii Panny w Parysowie.